# Kurmany
Kurmany (ukrainisch Курмани; russisch Курманы) ist ein Dorf in der ukrainischen Oblast Sumy mit etwa 600 Einwohnern (2001).

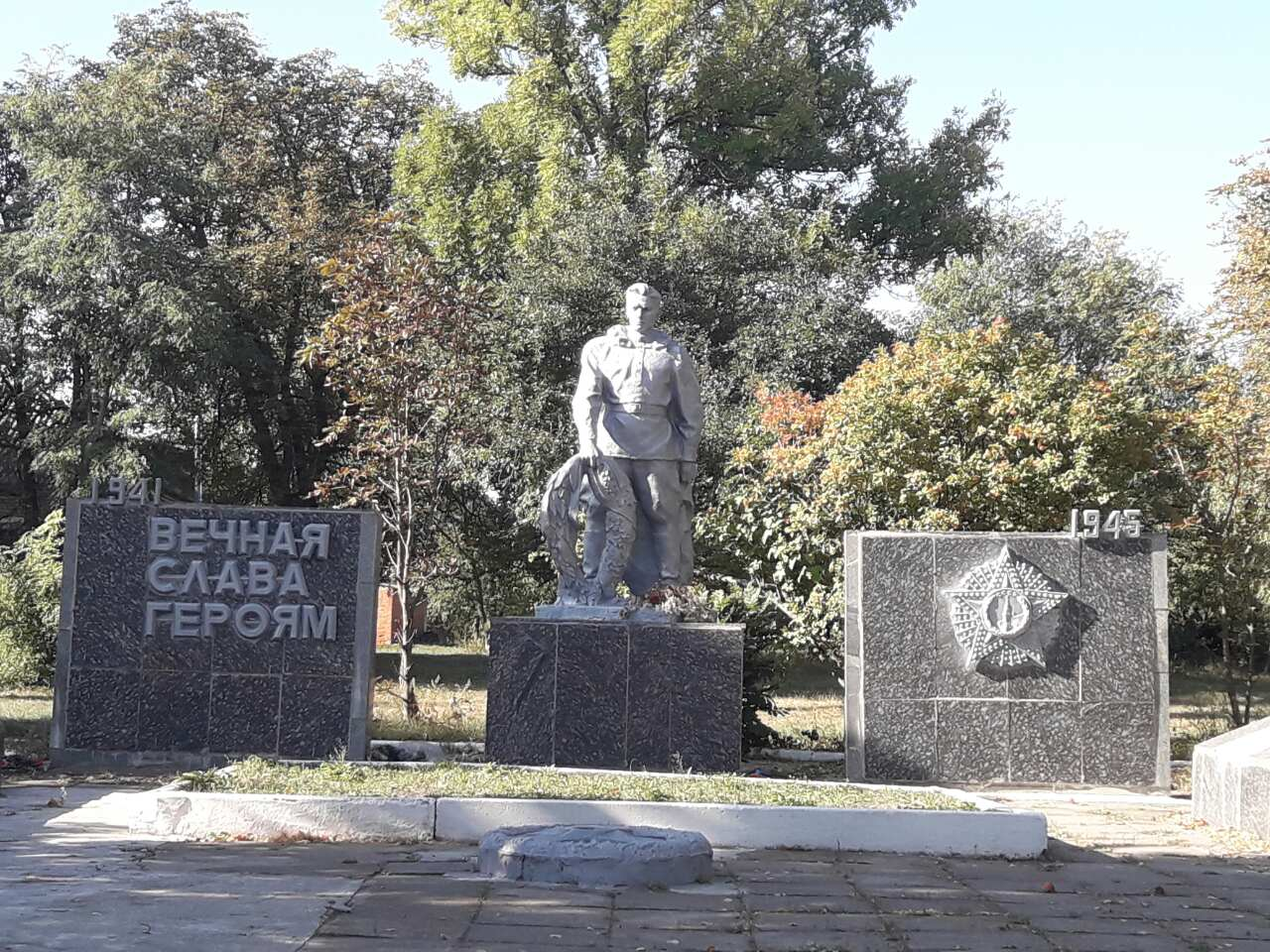
Denkmal im Ort

Das im frühen 17. Jahrhundert in der Woiwodschaft Kiew des Königreiches Polen-Litauen, innerhalb der sogenannten Wyschneweschtschyna (Вишневеччина), gegründete Dorf besitzt seit Dezember 2011 die neu errichtete Nikolaikirche, ein Kirchengebäude der Orthodoxen Kirche der Ukraine.
Die Ortschaft liegt auf einer Höhe von 121 m am linken Ufer der Sula, einem 363 km langen, linken Nebenfluss des Dnepr, 1 km stromabwärts vom Dorf Korowynzi, 8 km westlich vom ehemaligen Rajonzentrum Nedryhajliw und etwa 80 km westlich vom Oblastzentrum Sumy. Zwei Kilometer südlich vom Dorf verläuft die Fernstraße N 07.
Am 12. Juni 2020 wurde das Dorf ein Teil der neugegründeten Siedlungsgemeinde Nedryhajliw, bis dahin bildete sie zusammen mit den Dörfern Beresnjaky (Березняки) und Holubzi (Голубці) die gleichnamige Landratsgemeinde Kurmany (Курманівська сільська рада/Kurmaniwska silska rada) im Westen des Rajons Nedryhajliw.
Am 17. Juli 2020 kam es im Zuge einer großen Rajonsreform zum Anschluss des Rajonsgebietes an den Rajon Romny.

## Söhne und Töchter der Ortschaft
- Dmytro Bilous (1920–2004), ukrainischer Schriftsteller, Dichter, Literaturkritiker und Übersetzer
- Nikolai Andrejew (1880–1970), ukrainisch-russischer Physiker und Hochschullehrer